# Zona Monumental de Chosica
La Zona Monumental de Chosica es la capital y es el casco histórico ubicado en Chosica en el distrito de Lurigancho, en la Provincia de Lima, Lima, Perú. La zona monumental es «Patrimonio Cultural de la Nación» desde 1983 mediante el R.J.N° 548-83-INC/J.
La zona monumental del Chosica está comprendida dentro de los siguientes límites:
": Es toda el área comprendida dentro del perímetro formado por Jr. 28 de Julio cuadras 1, 2, 3, 4 y 5; Jr. Iquitos cuadras 2, 3 y 4; Jr. Cuzco cuadra 3; Jr. Tacna cuadra 5; Jr. San José (faldas del cerro) entre los Jrs. Tacos y Arequipa; Jr. Arequipa cuadra 4, Jr. Trujillo cuadra 1 y Jr. Libertad cuadras 2 y 3. Según plano No 93-0381."

## Lugares de interés
- Cristo Blanco
- Murales del Jr. Colombia
- Parque José María Arguedas
- Puente "Estela Monti"